# Pizzoli
Pizzoli – miejscowość i gmina we Włoszech, w regionie Abruzja, w prowincji L’Aquila. Miejscowość znajduje się na terenie Parku Narodowego Gran Sasso e Monti della Laga.
Według danych na rok 2004 gminę zamieszkiwało 3021 osób, 53,9 os./km².